# Батальський Олександр Анатолійович
Бата́льський Олександр Анатолійович (28 жовтня 1986, Київ[джерело?]) — український футболіст, нападник футбольного клубу Діназ.

## Біографія
Вихованець київського «Локомотива». Професійну футбольну кар'єру розпочав у київському «Арсеналі», за дубль якого почав виступати 2004 року у другій лізі. За основну команду у Вищій лізі дебютував 22 травня 2005 року у матчі проти «Таврії», вийшовши на останніх хвилинах гри. Перший гол у вищій лізі забив 24 вересня 2006 року у матчі проти клубу Зоря (Луганськ). Всього за «гармашів» у чемпіонаті провів 39 матчів і забив 2 м'ячі.
6 серпня 2008 року перейшов до першолігового «Дністра». Наступного ж дня він дебютував за «Дністер» і у Кубку України у матчі проти клубу Єдність-2 (Плиски), і в тому матчі забив гол на 61 хвилині. Всього провів в овідіопольському клубі один сезон, зігравши за цей час 34 гри в чемпіонаті. Другу половину 2010 року виступав за першолігове «Прикарпаття», після чого перейшов у кіровоградську «Зірку», де провів півтора сезони, ставши основним нападником команди.
Влітку 2012 року перейшов до першолігового харківського «Геліосу», проте у команді не закріпився і вже в листопаді того ж року контракт з клубом був розірваний за згодою сторін. Після цього Батальський перейшов грати до черкаського друголігового «Славутича», з яким в подальшому здобув золоті нагороди Другої ліги, а невдовзі срібні - в Першій лізі.
У сезоні 2016/2017 повернувся до київському «Арсеналу», за який виступав упродовж двох років. Після чого сезон відіграв за винницький «Рух» та відправився грати в грузинську «Шевардені-1906». 
23 липня 2019 року підписав контракт із київським клубом Оболонь-Бровар. Надалі провів за «пивоварів» чотири наступні сезони, де в 78 матчах Першої ліги записав на свій рахунок 29 голів.
У липні 2023 року на правах вільного агента підписав річну угоду з ФСК «Маріуполь», який став 11-м клубом в кар'єрі футболіста

### Збірна
Восени 2006 року 20-річний футболіст дебютував у молодіжній збірній України у товариському матчі проти однолітків з Узбекистану. В лютому наступного року провів за «молодіжку» ще один матч.

## Статистика виступів

### Професіональна ліга
| Сезон     | Команда                        | Турнір     | Матчі | Голи |
| --------- | ------------------------------ | ---------- | ----- | ---- |
| 2003–2004 | Арсенал-2 (Київ)               | Друга ліга | 3     | 0    |
| 2004–2005 | Арсенал (Київ)                 | Вища ліга  | 1     | 0    |
| 2004–2005 | Арсенал (Київ)                 | Дубль      | 22    | 3    |
| 2005–2006 | Арсенал (Київ)                 | Вища ліга  | 11    | 0    |
| 2005–2006 | Арсенал (Київ)                 | Кубок      | 3     | 0    |
| 2005–2006 | Арсенал (Київ)                 | Дубль      | 15    | 11   |
| 2006–2007 | Арсенал (Київ)                 | Вища ліга  | 24    | 1    |
| 2006–2007 | Арсенал (Київ)                 | Кубок      | 1     | 0    |
| 2006–2007 | Арсенал (Київ)                 | Дубль      | 7     | 3    |
| 2007–2008 | Арсенал (Київ)                 | Вища ліга  | 3     | 0    |
| 2007–2008 | Арсенал (Київ)                 | Кубок      | 1     | 0    |
| 2007–2008 | Арсенал (Київ)                 | дубль      | 22    | 5    |
| 2008–2009 | Дністер (Овідіополь)           | Перша ліга | 25    | 4    |
| 2008–2009 | Дністер (Овідіополь)           | Кубок      | 2     | 1    |
| 2010–2011 | Прикарпаття (Івано-Франківськ) | Перша ліга | 5     | 0    |
| 2010–2011 | Прикарпаття (Івано-Франківськ) | Кубок      | 1     | 0    |
| 2010–2011 | Зірка (Кропивницький)          | Перша ліга | 14    | 2    |
| 2011–2012 | Зірка (Кропивницький)          | Перша ліга | 27    | 8    |
| 2011–2012 | Зірка (Кропивницький)          | Кубок      | 2     | 0    |
| 2012–2013 | Геліос (Харків)                | Перша ліга | 12    | 1    |
| 2012–2013 | Геліос (Харків)                | Кубок      | 2     | 0    |
| 2013–2014 | Черкаський Дніпро              | Друга ліга | 1     | 0    |
| 2013–2014 | Черкаський Дніпро              | кубок      | 1     | 0    |
| 2014–2015 | Черкаський Дніпро              | Друга ліга | 27    | 18   |
| 2015–2016 | Черкаський Дніпро              | Перша ліга | 27    | 7    |
| 2015–2016 | Черкаський Дніпро              | Кубок      | 2     | 1    |
| 2016-2017 | Черкаський Дніпро              | Перша ліга | 14    | 2    |
| 2016-2017 | Арсенал (Київ)                 | Перша ліга | 13    | 4    |
| 2017-2018 | Арсенал (Київ)                 | Перша ліга | 32    | 14   |
| 2017-2018 | Арсенал (Київ)                 | Кубок      | 2     | 0    |
| 2018-2019 | Рух (Винники)                  | Перша ліга | 16    | 1    |
| 2019      | Швардені-1906                  | Друга ліга | 12    | 2    |
| 2019      |                                | Кубок      | 1     | 0    |
| 2019-2020 | Оболонь-Бровар (Київ).         | Перша ліга | 27    | 10   |
| 2020-2021 | Оболонь-Бровар (Київ).         | Перша ліга | 22    | 9    |
| 2020-2021 | Оболонь-Бровар (Київ).         | Кубок      | 1     | 0    |
| 2021-2022 | Оболонь-Бровар (Київ).         | Перша ліга | 13    | 4    |
| 2021-2022 | Оболонь-Бровар (Київ).         | кубок      | 2     | 0    |
| 2022-2023 | Оболонь-Бровар (Київ).         | Перша ліга | 16    | 6    |

### За збірну
| Сезон | Команда          | Турнір    | Матчі | Голи |
| ----- | ---------------- | --------- | ----- | ---- |
| 2006  | Молодіжна збірна | чемпіонат | 1     | 0    |
| 2007  | Молодіжна збірна | чемпіонат | 1     | 0    |

## Досягнення
- Чемпіон Першої ліги чемпіонату України (1): 2017/18
- Срібний призер Першої ліги чемпіонату України (1): 2015/16
- Чемпіон Другої ліги чемпіонату України (1): 2014/15